# 鹽水雞
鹽水雞，又或叫鹹水雞，為經典台灣小吃之一。通常以雞齡較老的蛋雞用鹽水燙煮後，再泡水冷卻使雞皮收縮緊實，吃起來的口感會比一般雞隻來得爽脆，肉質較硬、有咬勁。又有一說，鹽水雞來自於從前農村社會一肉難求，生蛋的母雞老了之後經過宰殺，泡以鹽水及中藥醃漬49小時而得；這樣的雞肉不僅肉質彈性佳，雞皮爽脆，更能長久保存。
還有一說，鹽水雞是由台南市鹽水區起源的雞肉為名，初期到各地早市或晚市整隻販售，中後期發展到各地夜市販售，因整隻賣相不佳、價格高，被業者發明出由剪刀去骨頭為賣點，才有現在夜市鹽水雞。。

## 食材
主食：全雞
調味料：鹽、酒、胡椒及部分中藥材等
鍋底：酒、薑、蔥、鹽等。

## 做法
鹽水雞主要成分為雞肉，是將整隻全雞塗抹上調味料，經醃漬過後，再放入鹽水鍋中熬煮，最後取出放置至涼，再依各個不同部位分別切塊，淋上醬汁及蒜泥，並灑上蔥花及薑絲。

## 其他食物
鹽水雞攤販一般也有兼賣以鹽水涼拌或以煙燻方式醃漬豬肉、雞心、雞肝、雞胗、雞冠、綠藻、海帶、脆腸、蔬菜、火鍋料、蛋等食物。

## 相關小吃
・滷味、涼拌